# MTV Video Music Award за лучшее K-pop-видео
Премия MTV Video Music Award за лучшее K-pop видео (англ. MTV Video Music Award for Best K-pop Video) —  ежегодная награда американского телеканала MTV. Вручается с 2019 года на ежегодной церемонии награждения MTV Video Music Awards за создание лучших музыкальных видеоклипов года в жанре K-pop. Поклонники K-pop раскритиковали создание данной категории, поскольку она отделила артистов K-pop от основных категорий, таких как «Лучшее видео года» и «Артист года».
Наибольшее количество побед в данной категории одержали BTS (3: 2019, 2020, 2021). Наибольшее количество номинаций в данной категории получили BTS (4: 2019, 2020, 2021, 2022). Blackpink стали первой женской группой с наибольшим количеством номинаций (3: 2019, 2021, 2023). Соответственно, компания Hybe Corporation обладает наибольших количеством побед, а SM Entertainment — наибольших количеством номинаций.
В 2023 году премии «MTV» в категории «Лучшее K-pop видео» удостоена группа Stray Kids за песню «S-Class». Это вторая номинация и первая победа группы на данной премии.

## Победители и номинанты

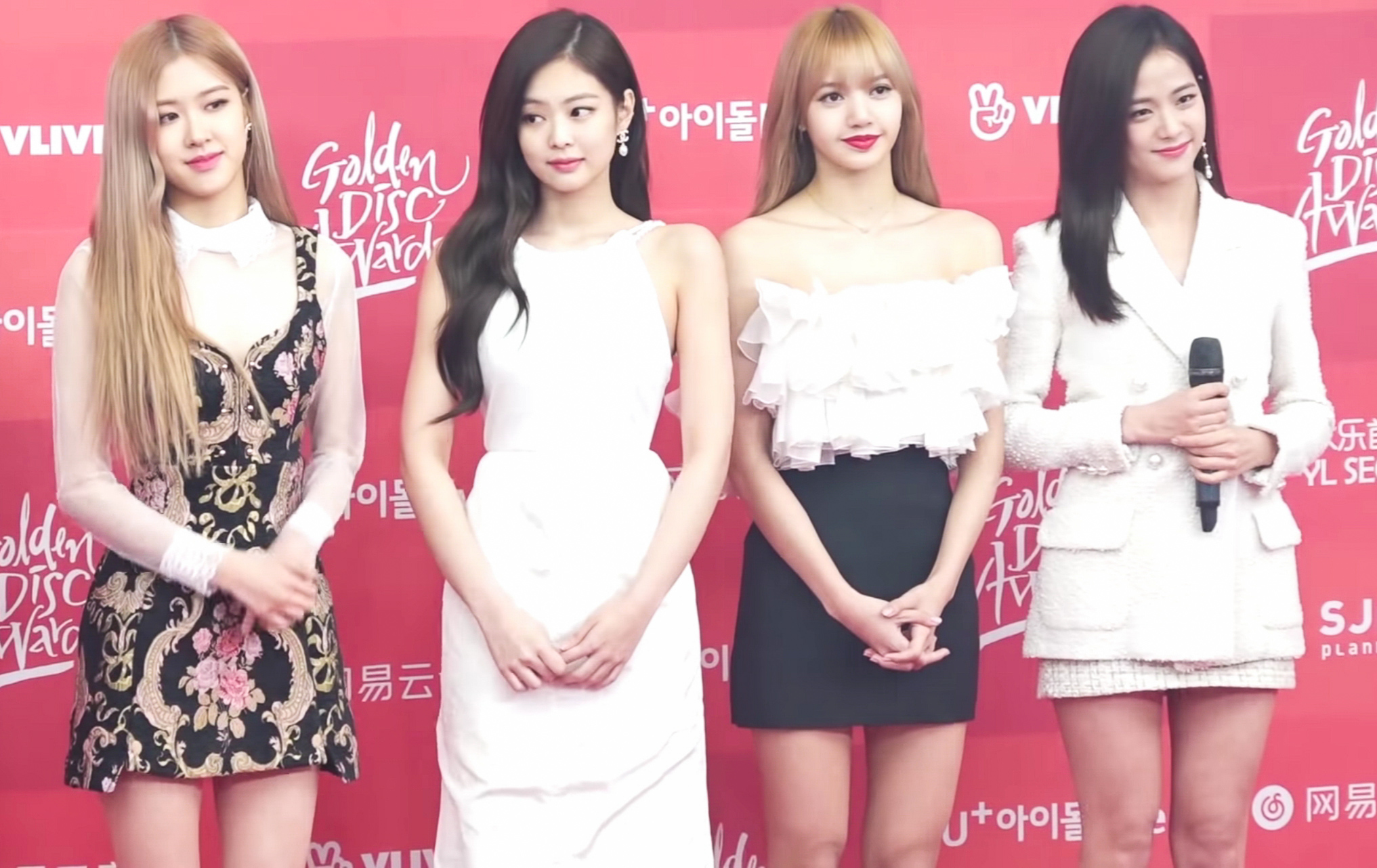
Blackpink

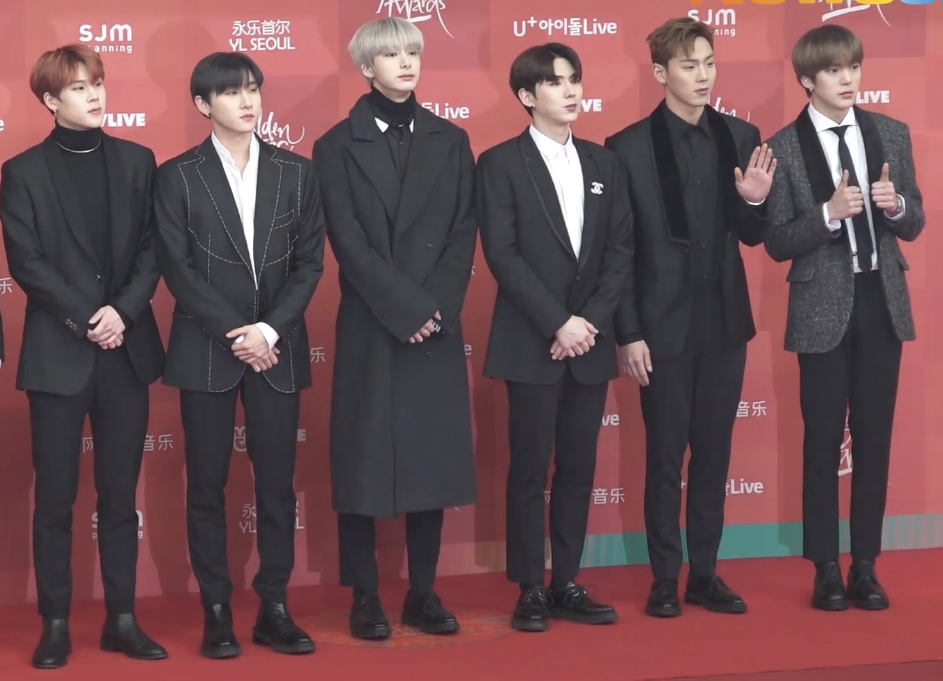
MonstaX

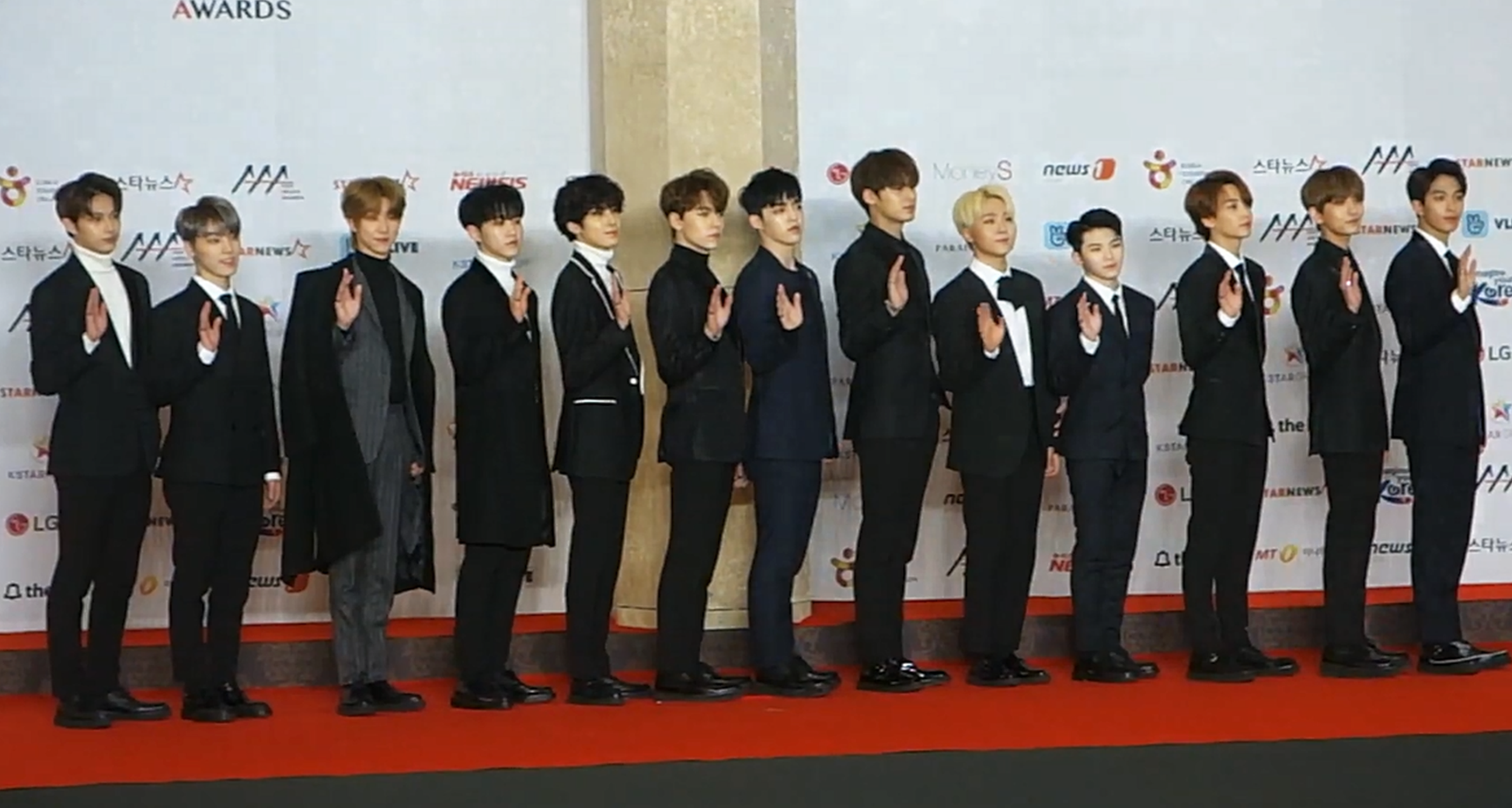
Seventeen

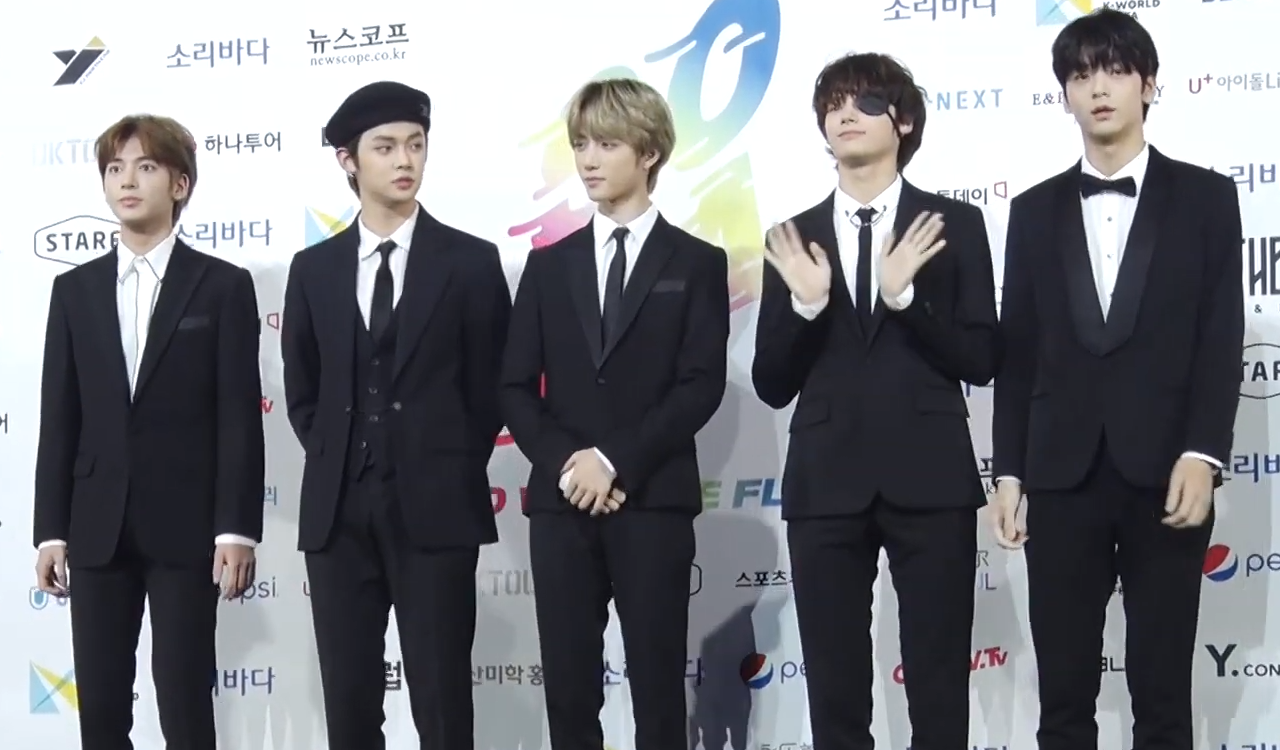
TXT

### 2010-е
| Год  | Фото лауреата | Победитель                             | Другие номинанты | Прим.       |
| ---- | ------------- | -------------------------------------- | --- | ----------- |
| 2019 |               | BTS при участии Холзи — «Boy with Luv» | - Blackpink — «Kill This Love» - Exo — «Tempo» - Monsta X при участии Френч Монтаны— «Who Do U Love?» - NCT 127 — «Regular» - TXT — «Cat & Dog» | [ 5 ] [ 6 ] |

### 2020-е
| Год  | Фото лауреата  | Победитель | Другие номинанты | Прим.         |
| ---- | -------------- | --- | --- | ------------- |
| 2020 |                | BTS — «On» | - Exo — «Obsession» - (G)I-dle — «Oh My God» - Monsta X — «Someone’s Someone» - Red Velvet — «Psycho» - TXT — «9 and Three Quarters (Run Away)»                                                    | [ 7 ] [ 8 ]   |
| 2021 | BTS — «Butter» | - Blackpink при участии Селены Гомес — «Ice Cream» - Exo — «Tempo» - (G)I-dle — «Dumdi Dumdi» - Seventeen — «Ready to Love» - Twice — «Alcohol-Free» | [ 9 ] [ 10 ] |               |
| 2022 |                | Лиса — «Lalisa» | - BTS — «Yet to Come (The Most Beautiful Moment)» - Itzy — «Loco» - Seventeen — «Hot» - Stray Kids — «Maniac» - Twice — «The Feels»                                                                | [ 11 ] [ 12 ] |
| 2023 |                | Stray Kids — «S-Class» | - Aespa — «Girls» - Blackpink — «Pink Venom» - Fifty Fifty — «Cupid» - Seventeen — «Super» - TXT — «Sugar Rush Ride»                                                                               | [ 4 ] [ 13 ]  |
| 2024 |                | Лиса — «Rockstar» | - Jungkook при участии Latto — «Seven» - NCT Dream — «Smoothie» - NewJeans — «Super Shy» - Stray Kids — «Lalalala» - Tomorrow X Together — «Deja Vu»                                               | [ 14 ]        |
| 2025 |                | | - Aespa — «Whiplash» - Дженни — «Like Jennie» - Jimin — «Who» - Джису — «Earthquake» - Лиса при участии Doja Cat и Raye — «Born Again» - Stray Kids — «Chk Chk Boom» - Розэ — «Toxic Till the End» | [ 15 ]        |

## Рекорды и достижения

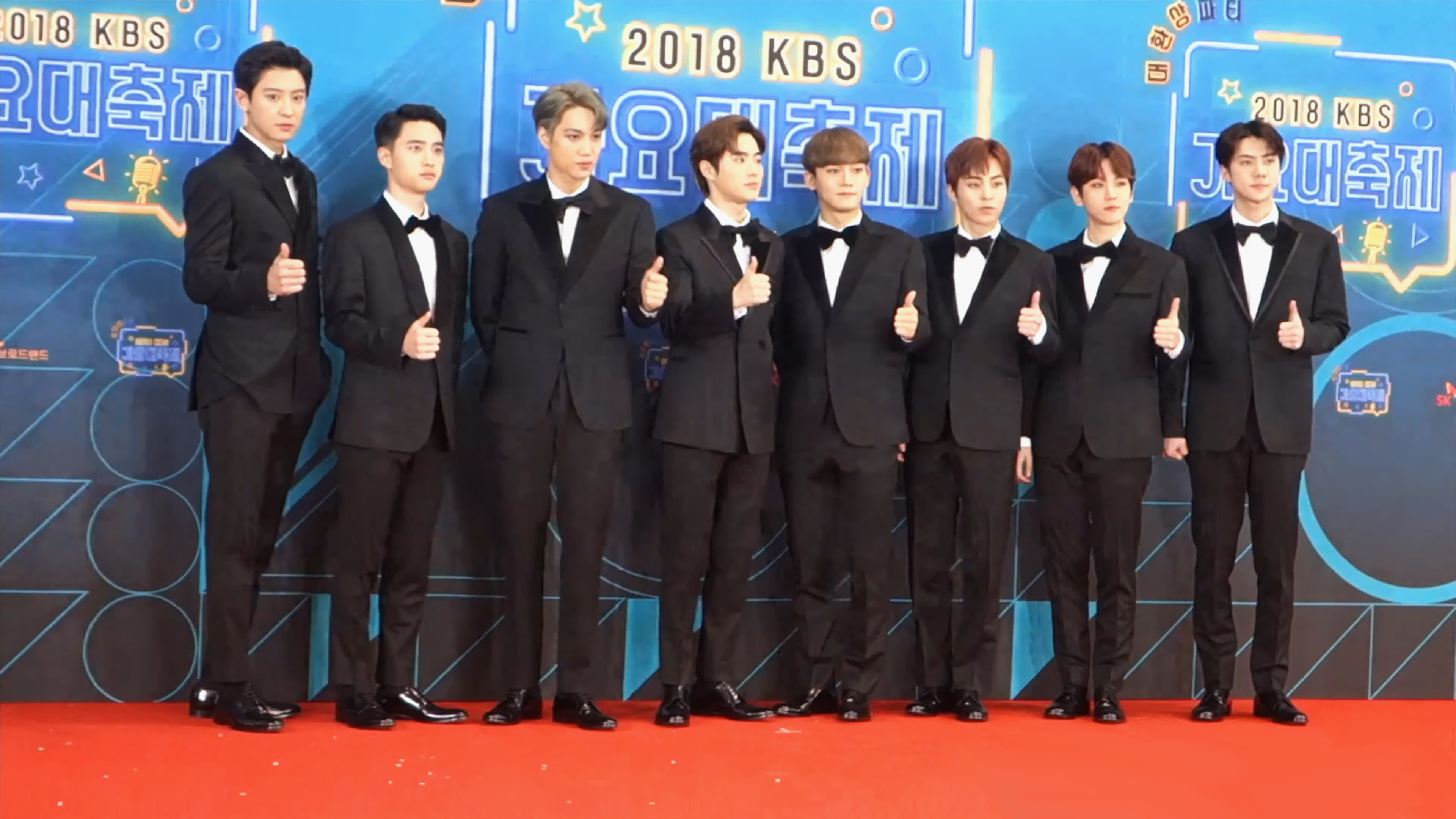
EXO

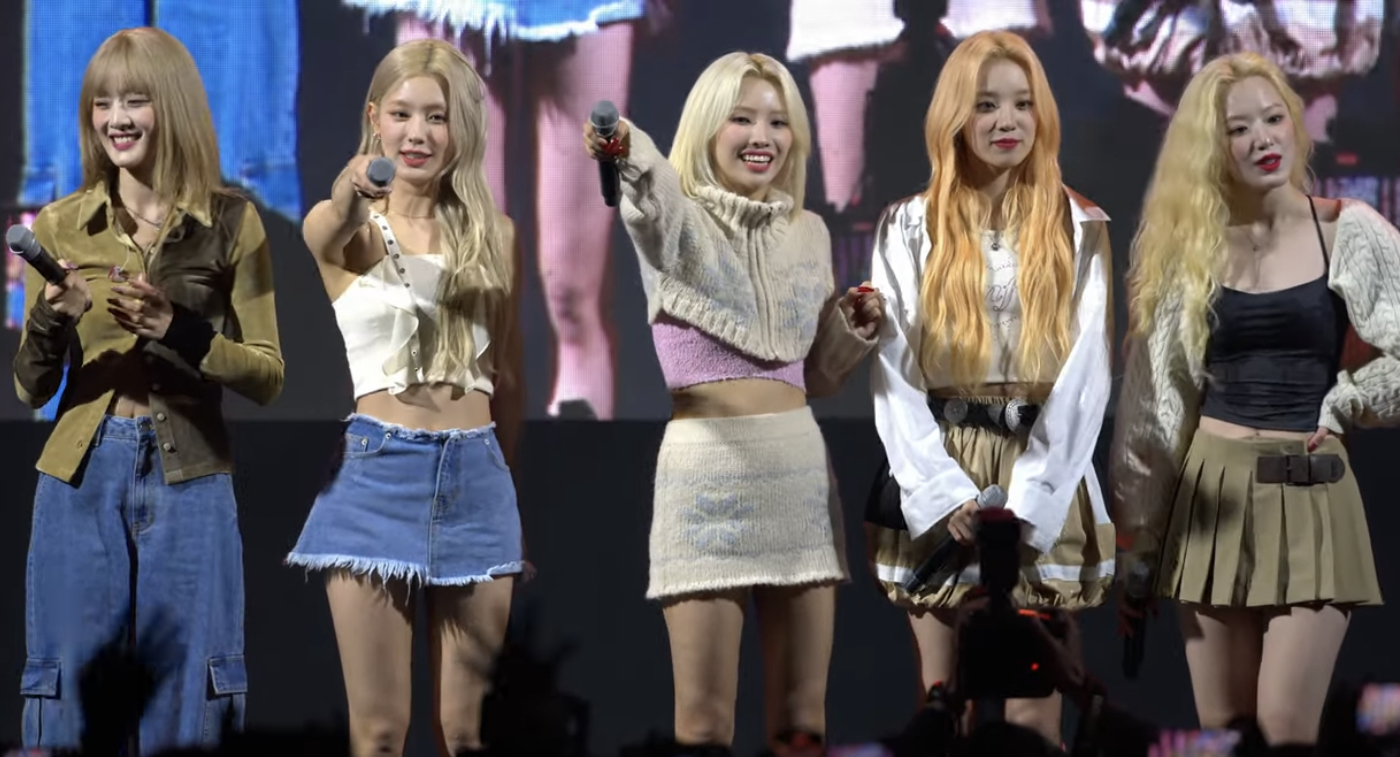
(G)I-DLE

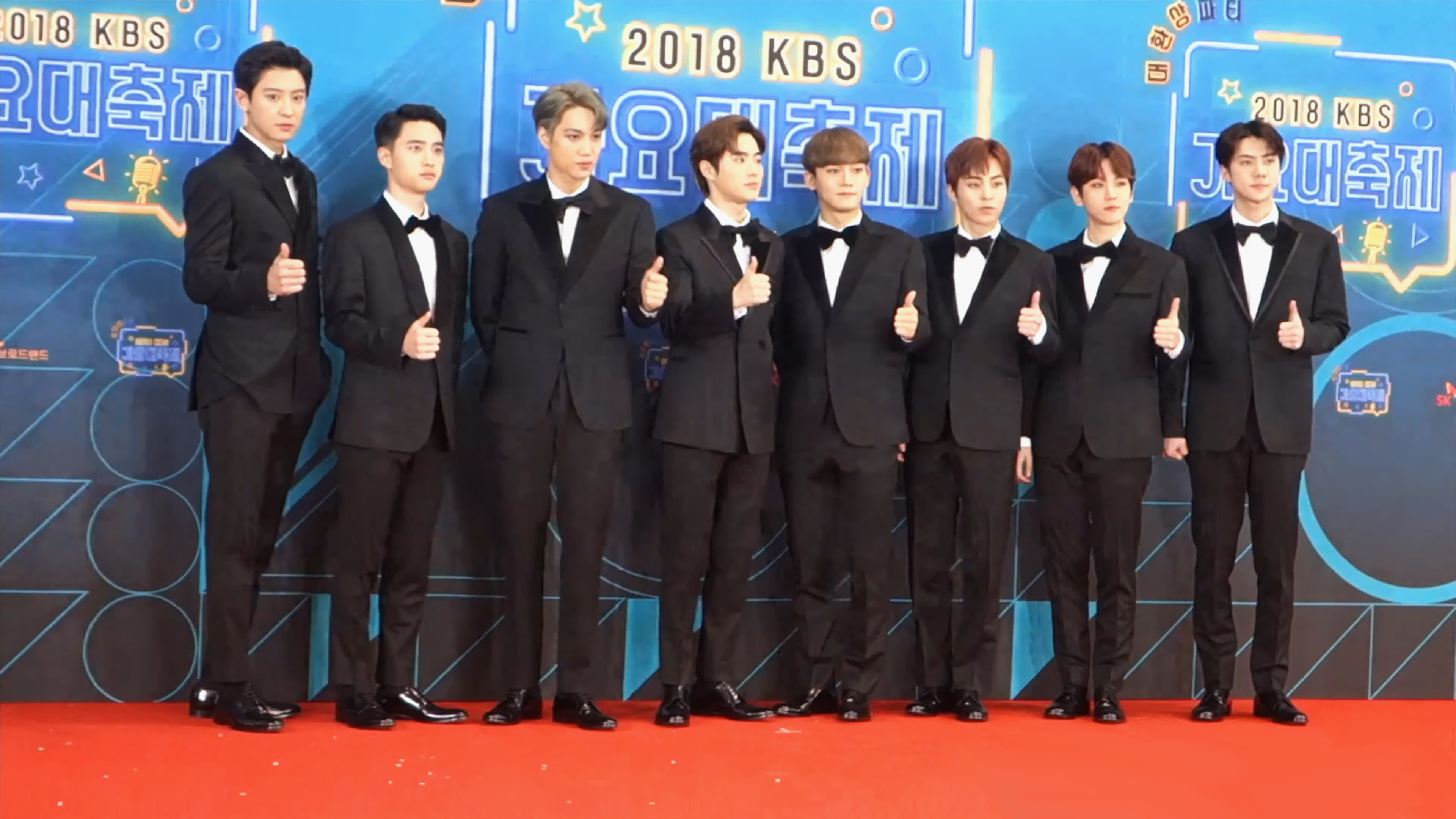
EXO

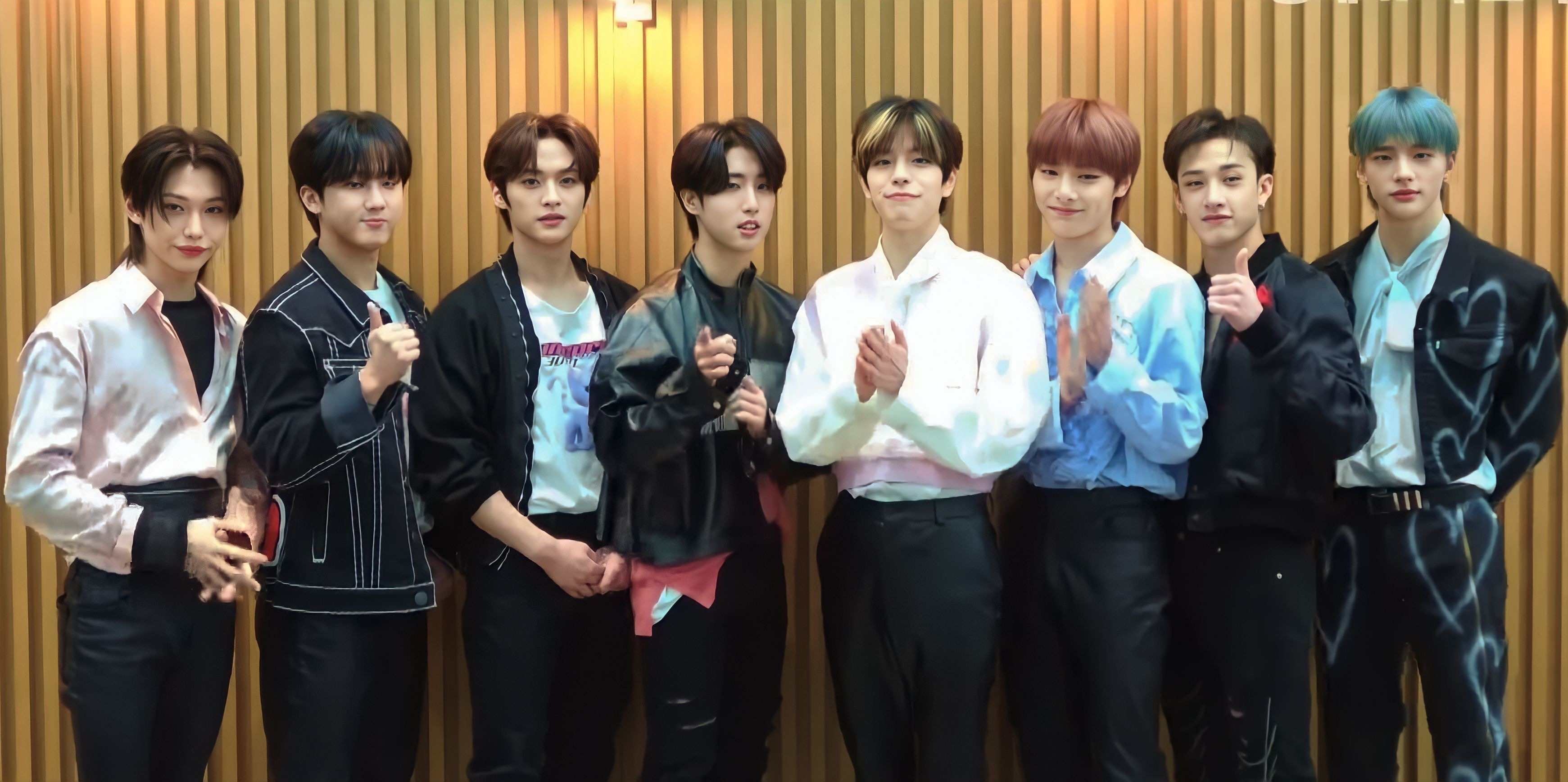
Stray Kids

### Многократные лауреаты
1. BTS (2019, 2020, 2021)[5][7][9]
2. Лиса (2022, 2024)[12][14]

### Многократные номинанты
Ниже полужирным золотым шрифтом отмечены годы побед.
4 номинации
1. BTS (2019, 2020, 2021, 2022)[5][7][9][11]

3 номинации
1. Blackpink (2019, 2021, 2023)[5][9][13]
2. Monsta X (2019, 2020, 2021)[5][7][9]
3. Seventeen (2021, 2022, 2023)[9][11][13]
4. Tomorrow X Together (2019, 2020, 2023)[5][7][13]

2 номинации
1. Exo (2019, 2020)[5][7]
2. (G)I-dle (2020, 2021)[7][9]
3. Stray Kids (2022, 2023)[11][13]
4. Twice (2021, 2022)[9][11]
5. Лиса (2022, 2024)[12][14]

### Достижения компаний
Победы
| Канал/Платформа   | Количество        | Примечания        |
| ----------------- | ----------------- | ----------------- |
| Hybe Corporation  | 3 (BTS, BTS, BTS) | [ 5 ] [ 7 ] [ 9 ] |
| YG Entertainment  | 1 (Лиса)          | [ 11 ]            |
| JYP Entertainment | 1 (Stray Kids)    | [ 13 ]            |

Номинации
| Канал/Платформа        | Количество                           | Примечания                     |
| ---------------------- | ------------------------------------ | ------------------------------ |
| SM Entertainment       | 5 (Exo, Exo, Red Velvet, Exo, Aespa) | [ 5 ] [ 7 ] [ 7 ] [ 9 ] [ 13 ] |
| JYP Entertainment      | 4 (Twice, Itzy, Stray Kids, Twice)   | [ 9 ] [ 12 ] [ 12 ] [ 12 ]     |
| Hybe Corporation       | 4 (TXT, TXT, BTS, TXT)               | [ 5 ] [ 7 ] [ 12 ] [ 13 ]      |
| Starship Entertainment | 3 (Monsta X, NCT 127, Monsta X)      | [ 6 ] [ 6 ] [ 8 ]              |
| Pledis Entertainment   | 3 (Seventeen, Seventeen, Seventeen)  | [ 9 ] [ 12 ] [ 13 ]            |
| YG Entertainment       | 3 (Blackpink, Blackpink, Blackpink)  | [ 5 ] [ 9 ] [ 13 ]             |
| Cube Entertainment     | 2 ((G)I-dle, (G)I-dle)               | [ 7 ] [ 9 ]                    |
| Attrakt                | 1 (Fifty Fifty)                      | [ 13 ]                         |

### Другие категории

#### BTS
Победы
- Лучшая группа[англ.] (2019, 2020, 2021, 2022)[5][7][9][11]
- Лучшая хореография[англ.] (2020)[7]
- Лучшее поп-видео (2020)[7]
- Песня лета[англ.] (2021)[9]

Номинации
- Лучшая работа художника-постановщика (2019)[5]
- Лучшая хореография[англ.] (2019, 2021, 2022)[5][16][17]
- Лучшая совместная работа (2019)[5]
- Лучшее поп-видео (2021)[16]
- Песня года[англ.] (2021)[16]
- MTV Video Music Award за лучшее исполнение в метавселенной (2022)[17]
- Лучшие визуальные эффекты (2022)[17]

#### Blackpink
Победы
- Песня года[англ.] (2020)[18]
- MTV Video Music Award за лучшее исполнение в метавселенной (2022)[11]
- Лучшая хореография[англ.] (2023)[4]
- Лучшая группа[англ.] (2023)[4]

Номинации
- Лучшая группа[англ.] (2019, 2020, 2021, 2022)[19][20][21][22]
- Лучшая работа художника-постановщика (2023)[13]
- MTV Video Music Award за лучший монтаж (2023)[13]
- MTV Video Music Award за шоу года (2023)[23]

#### Seventeen
Победы
- Лучшее выступление года (2022)[11]

Номинации
- Лучшее видео дебютанта (2022)[12]